# Raiz cúbica

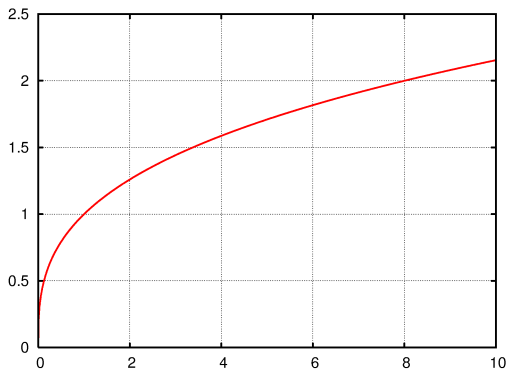
Representação gráfica da função: y =

Em ciências e matemática a raiz cúbica de um número {\displaystyle x} (expressa como {\displaystyle {\sqrt[{3}]{x}}} ou {\displaystyle x^{1 \over 3}}), é o valor numérico tal que, ao ser multiplicado três vezes por si mesmo, dá como resultado {\displaystyle x.} Por exemplo, a raiz cúbica de 27 é 3, já que {\displaystyle 3\times 3\times 3=27.}
Em geral, um número real possui três raízes cúbicas, uma correspondente a um número real, e as outras duas a números complexos. Assim, as raízes cúbicas de 8 são:
{\displaystyle {\sqrt[{3}]{8}}={\begin{cases}\ \ 2\\-1+i{\sqrt {3}}\\-1-i{\sqrt {3}}\end{cases}}}
A operação de calcular a raiz cúbica de um número é uma operação associativa com a potenciação e distributiva com a multiplicação e divisão, mas não é associativa ou distributiva com a soma ou a subtração.

## Definição formal
As raízes cúbicas de um número {\displaystyle x} são números {\displaystyle y} que satisfazem a equação
{\displaystyle y^{3}=x}

### Números reais
Se x e y são reais, então existe uma única solução tal que a equação tem apenas uma única solução, e esta corresponde a um número real. Se é empregada esta definição, a raiz cúbica de um número negativo é também um número negativo. Desta forma o princípio da raiz cúbica de x é representada igualmente por:
{\displaystyle {\sqrt[{3}]{x}}=x^{1 \over 3}}
Se x e y são ambos complexos, então se pode dizer que possui três soluções (se x não é nulo) e assim x tem três raízes cúbicas: uma raiz real e duas complexas, na forma de par conjugado. Este facto deixa interessantes resultados dentro das matemática.
Por exemplo, as raízes do número 1 são:
{\displaystyle {\sqrt[{3}]{1}}={\begin{cases}\ \ 1\\-{\frac {1}{2}}+{\frac {\sqrt {3}}{2}}i\\-{\frac {1}{2}}-{\frac {\sqrt {3}}{2}}i\end{cases}}}
Estas duas raízes se relacionam com todas as outras raízes cúbicas de outros números. Se um número é raiz cúbica de um número real as raízes cúbicas podem ser calculadas multiplicando o número pelas raízes da raiz cúbica de um.

### Números complexos
Para os números complexos, o valor principal das raízes cúbicas se define como: 
{\displaystyle x^{1 \over 3}=\exp \left({\ln {x} \over 3}\right)}
Onde ln(x) é o logaritmo natural. Se é escrito x como
{\displaystyle x=r\exp(i\theta )}
Onde r é um número real positivo e {\displaystyle \theta } cai no intervalo: 
{\displaystyle -\pi <\theta \leq \pi ,}
então a raiz cúbica é
{\displaystyle {\sqrt[{3}]{x}}={\sqrt[{3}]{r}}\exp \left({i\theta  \over 3}\right).}
Isto significa que em coordenadas polares ao tomar a raiz cúbica de um número complexo se está tomando a raiz cúbica do raio e o ângulo polar está sendo dividido em três partes de tal forma que define as três raízes. Com esta definição, a raiz cúbica de um número negativo é um número complexo, e por exemplo {\displaystyle {\sqrt[{3}]{-8}}} não será -2, senão {\displaystyle 1+i{\sqrt {3}}.} Naqueles programas que aceitam resultados imaginários (tais como Mathematica), o gráfico da raiz cúbica de x no plano dos números reais dará como resultados valores negativos da raiz por igual..

## A raiz cúbica em uma calculadora de mão
Procedente da seguinte identidade:
{\displaystyle {\frac {1}{3}}={\frac {1}{2^{2}}}\left(1+{\frac {1}{2^{2}}}\right)\left(1+{\frac {1}{2^{4}}}\right)\left(1+{\frac {1}{2^{8}}}\right)\left(1+{\frac {1}{2^{16}}}\right)\dots ,}
Existe um método simples para poder calcular a raiz cúbica de um número em uma calculadora não-científica, o qual requer só as operações aritméticas de multiplicação e raiz quadrada. Não se requer além disso a memória. Se descreve a seguir:
- Pressiona-se o botão de raiz quadrada, duas vezes.
- Pressiona-se o botão de multiplicação.
- Pressiona-se o botão de raiz quadrada duas vezes.
- Pressiona-se o botão de multiplicação.
- Pressiona-se o botão de raiz quadrada quatro vezes.
- Pressiona-se o botão de multiplicação.
- Pressiona-se o botão de raiz quadrada oito vezes.
- Pressiona-se o botão de multiplicação...

O processo é continuado até que número que apareça no visor permaneça sem alterar-se, isto ocorre devido a que tem que aparecer 1 ou um número tal que 0,9999999... (isto significa que se tenha chegado ao limite da precisão da calculadora). Neste momento se pressiona o botão de raiz quadrada uma vez mais e o número que aparece no visor corresponderá a melhor aproximação que a calculadora pode proporcionar da raiz cúbica do número original. No método anterior se substitui a primeira multiplicação por uma divisão, sem modificar o restante do algoritmo, no lugar de averiguar a raiz cúbica se averigua a raiz quinta.

## Cálculo manual da raiz cúbica
Igualmente como com as raízes quadradas, existe também uma operação que, ainda que muito pouco utilizada por haver métodos mais simples para resolvê-las, serve para obter o resultado da raiz cúbica de um número dado, a operação é a seguinte:
```
————————|
  1331  |11
 -1     |——————————————
 ——     |300·1²·3= 900
  0331  | 30·1·3²= 270
  -331  |      3³=  27
  ————  |         ————
   000  |         
1197

        |se passa de 331
        |
        |300·1²·2= 600
        | 30·1·2²= 120
        |      2³=   8
        |         ————
        |          
728
  
        |se passa de 331
        |
        |300·1²·1= 300
        | 30·1·1²=  30
        |      1³=   1
        |          ———
        |          331
        |é igual ou menor
        |a 331
```

Explicação da operação:
1. Separam-se os dígitos de 3 em 3 da direita para a esquerda à direita da vírgula se não tem decimais e se os tem então as cifras decimais são separadas de 3 em 3 da esquerda para a direita.
2. Procura-se um número cujo cubo seja igual ou menor (se é menor sempre a cifra mais alta possível sem chegar a ultrapassá-lo) à primeira cifra ou conjunto de cifras que se encontram primeiro (à esquerda).
3. À primeira cifra ou conjunto de cifras se lhe resta esse número cujo cubo é igual ou menor ao primeiro conjunto de cifras, e põe-se esse resultado baixando-se ao lado o seguinte grupo de três cifras.

## Fórmula Luderiana Racional para Extração de Raiz Cúbica
A raiz cúbica de um número complexo (com aproximadamente 6 casas decimais de precisão) pode ser calculada pela seguinte fórmula - descoberta por Ludenir Santos do estado de Rio Grande do Sul:

{\displaystyle {\sqrt[{3}]{c}}=k.\left({29z^{3}+261z^{2}+255z+22 \over 7z^{3}+165z^{2}+324z+71}\right)}
Onde:
{\displaystyle {\sqrt[{3}]{c}}={\sqrt[{3}]{k^{3}.z}},} para todo k complexo diferente de "0".
Observe que c, k, z são valores conhecidos.
c é o radicando, ou seja, o número para o qual desejamos saber a raiz cúbica;
k é a base do cubo perfeito mais próximo de c;
Da igualdade, {\displaystyle {\sqrt[{3}]{c}}={\sqrt[{3}]{k^{3}.z}},} tem-se:
{\displaystyle {c}={k^{3}.z}}

Logo, {\displaystyle {z}={c \over k^{3}}}
O valor de z deve ser o mais próximo possível de "1".
k não precisa ser, obrigatoriamente, um inteiro. A fim de tornar z mais próximo de "1" pode-se trabalhar com k racional.
Exemplos:
a) {\displaystyle {\sqrt[{3}]{61}}}
{\displaystyle {\sqrt[{3}]{c}}}
{\displaystyle c=61}
{\displaystyle {27<61<64}}
{\displaystyle {3^{3}<61<4^{3}}}
{\displaystyle {k^{3}}=4^{3}}
{\displaystyle k=4}
Como {\displaystyle {z}={c \over k^{3}}} então {\displaystyle {z}={61 \over 64}=>z=0.953125}
Aplicando-se o valor de "z" na fórmula luderiana (acima), tem-se:
{\displaystyle {\sqrt[{3}]{61}}=4(0.984124295794616)}
{\displaystyle {\sqrt[{3}]{61}}=3.936497183}

Por tratar-se de raiz cúbica, existem mais duas raízes que iremos calcular através das seguintes fórmulas:
{\displaystyle x2={-x1+{\sqrt {-3.(x1)^{2}}} \over 2}}

{\displaystyle x3={-x1-{\sqrt {-3.(x1)^{2}}} \over 2}}

Portanto,
{\displaystyle {x1}=3.936497183}
{\displaystyle {x2}=-1.968248591+3.409106562i}
{\displaystyle {x3}=-1.968248591-3.409106562i}

Estimando o valor de "k" para Reais
Separe os digitos do radicando em grupos de 3 digitos, do final para o início.  
Encontre a raiz cúbica aproximada, apenas para o 1o grupo.
Para cada um dos demais grupos, adotar zero.

No exemplo {\displaystyle {\sqrt[{3}]{33.143.428}}}   podemos considerar   {\displaystyle k=300}

O "3" substitui o 1o grupo porque é a base do cubo perfeito mais próximo de "33", ou seja, {\displaystyle 3^{3}=27}
Um "0" para substituir o 2o grupo que, no caso, é "143"
Outro "0" para substituir o 3o grupo que, no caso, é "428".

Estimando o valor de "k" para Imaginários
Seja o complexo {\displaystyle a+bi} então ...
1) Sobre o valor absoluto de "k":
Somar os valores absolutos de {\displaystyle a} e {\displaystyle b,} ou seja, nesta soma deve-se desconsiderar os sinais de {\displaystyle a} e {\displaystyle b.} ..
A estimativa será a base do cubo perfeito mais proximo desta soma.
2) Sobre o sinal de "k":
O sinal de "k" é será igual ao sinal do maior termo do complexo  {\displaystyle a+bi,} ou seja, se |a| for maior que |b| então adotar o sinal de "a" 
senão adotar o sinal de "b".

b) {\displaystyle {\sqrt[{3}]{11+197i}}}
{\displaystyle {\sqrt[{3}]{c}}}
{\displaystyle c=11+197i}
Estimando o valor de k ...
Valor:
{\displaystyle {|11|+|197|=208}}
{\displaystyle {125<208<216}}
{\displaystyle {5^{3}<208<6^{3}}}
{\displaystyle k=6}
Sinal:
Como |b|>|a| então k receberá o sinal de "b".  
{\displaystyle k} é positivo.
Como {\displaystyle {z}={c \over k^{3}}} então {\displaystyle {z}={11+197i \over 6^{3}}=>z=0.0509259259259259+0.912037037037037i}
Aplicando-se o valor de "z" na fórmula luderiana (acima), tem-se:
{\displaystyle {\sqrt[{3}]{11+197i}}=6.(0.845837867090806+0.466844946251768i)}
{\displaystyle {\sqrt[{3}]{11+197i}}=5.07502720254484+2.80106967751061i}
Como o valor de "k" foi estimado então precisamos reaplicar a fórmula:
{\displaystyle k=5.07502720254484+2.80106967751061i}
{\displaystyle {z}={c \over k^{3}}} então {\displaystyle {z}={11+197i \over (5.07502720254484+2.80106967751061i)^{3}}=>z=1.01296791900645+0.00206735560872315i}
Aplicando-se o valor de "z" na fórmula luderiana (acima), tem-se:
{\displaystyle {\sqrt[{3}]{11+197i}}=(5.07502720254484+2.80106967751061i).(1.00430455271257+0.000683224035207582i)}
{\displaystyle {\sqrt[{3}]{11+197i}}=5.094959166527+2.816594410153i}
Por tratar-se de raiz cúbica, existem mais duas raízes que iremos calcular através das seguintes fórmulas:
{\displaystyle x2={-x1+{\sqrt {-3.(x1)^{2}}} \over 2}}
{\displaystyle x3={-x1-{\sqrt {-3.(x1)^{2}}} \over 2}}
Portanto,
{\displaystyle {x1}=5.094959166527+2.816594410153i}
{\displaystyle {x2}=-0.108237271914-5.820661274534i}
{\displaystyle {x3}=-4.986721894613+3.004066864381i}